# Relaciones México-República de Texas
Relaciones México–República de Texas se refiere a las relaciones históricas entre México y la desaparecida República de Texas. Las relaciones se iniciaron oficialmente en 1836 con la firma del Tratado de Velasco, que declararon a Texas independiente de México, aunque el gobierno mexicano nunca reconoció plenamente la independencia de Texas. Las relaciones entre los dos países, aunque hostiles, continuaron hasta 1845 después de la anexión de Texas por los Estados Unidos, y el principio de la Intervención estadounidense en México.

## Texas mexicana

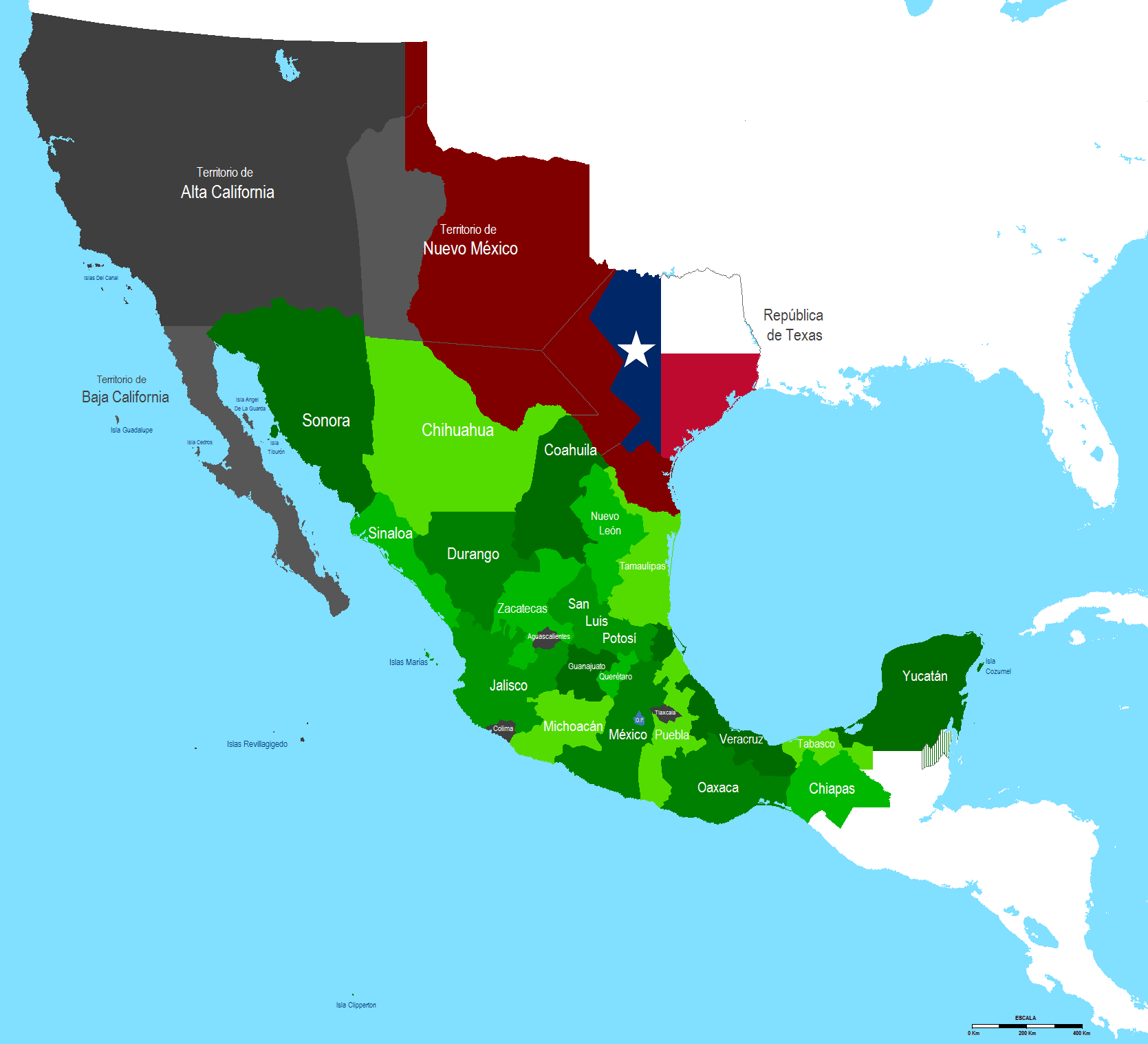
Texas independiente demostrada por la bandera de Tejas, territorio mexicano demandado por Texas demostrado en rojo velvet.

Antes de que Texas la República de Texas era un territorio mexicano, con una población de apenas 4000 tejanos. En 1824 el gobierno mexicano, desesperado por poblar la región, invitó a estadounidenses a establecerse en ella, bajo el requisito y la asunción de que los colonos aprenderían la lengua española, se convertirían al catolicismo y serían leales al gobierno mexicano. En 1832, el número de colonos americanos superaba los 30.000, y muy pocos de los colonos obedecieron a cualquiera de los tres compromisos, y la mayoría también había traído la esclavitud a Texas, lo cual estaba en contra de la ley mexicana. Cuando el gobierno comenzó a hacer cumplir la prohibición de la esclavitud, el deseo de secesión llegó a su apogeo, eventualmente conduciendo a la Revolución de Texas, y la independencia texana de facto.

## Continuación del conflicto después de la independencia texana
Sólo porque Antonio López de Santa Anna se entregó a los tejanos no puso fin a las disputas, Texas demandó porciones grandes de Nuevo México que nunca ocuparon, y México nunca se dio por vencido a las tentativas de tomar de nuevo las tierras tejanas.

## Reconocimiento mexicano de la independencia texana

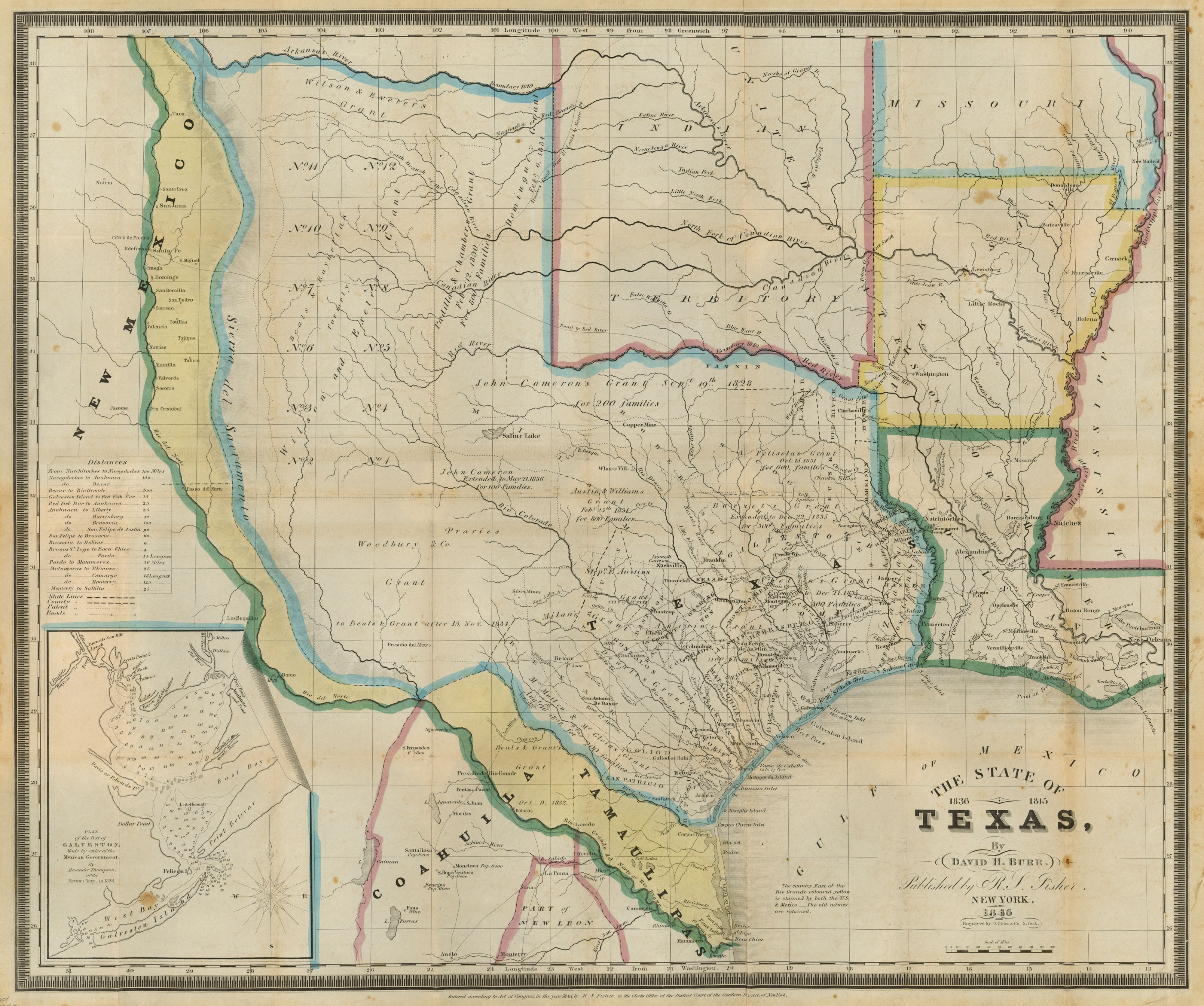
David H. Burr, The State of Texas, 1835-1845 (1846)

México nunca reconoció la independencia de Texas. En cambio, el gobierno mexicano consideraba a Texas un territorio rebelde que todavía pertenecía a la Federación Mexicana. Hacia 1838 Texas tenía una firme presión sobre sus tierras orientales, pero la mayoría de Texas permanecía bajo control mexicano. Tejas demandó la frontera oficial del sur y del oeste entre los dos países para ser el Río Grande,[cita requerida] México consideró un compromiso ridículo incluso permitir que la parte oriental de Texas permanezciera independiente. El ejército mexicano hizo frecuentes intentos de recuperar su territorio de Texas.